# Meteorologiåret 1880

## Händelser

### Juli
- 15 juli - Den första dagliga väderprognosen i Sverige genomförs [1].

### Oktober
- Oktober - Stora delar av Sverige upplever sin kyligaste oktober i modern tid. Exempelvis hade Uppsala -1,5 °C i medeltemperatur, drygt 7 grader under det normala.

- 16 oktober - Minnesota, USA drabbas av en svår snöstorm [2].
- 28 oktober - I Sveg, Sverige sjunker temperaturen under -30°, vilket blir svenskt rekord för tidigaste datum för temperatur under -30° [3].
- 30 oktober - I Thorstedlund, Danmark uppmäts temperaturen -11,9 °C, vilket blir Danmarks lägst uppmätta temperatur för månaden [4].

### Okänt datum
- I Sverige inleds dygnsmedeltemperaturmätningar i Falsterbo, Sverige [5].
- Så gott som hela världen har nu något sånär gott om temperaturdata [6].

## Födda
- 1 november – Alfred Wegener, tysk meteorolog och geofysiker.

## Avlidna
- 7 augusti – Matthew Paul Moyle, brittisk meteorolog.

### Fotnoter
1. ↑  Karlskoga-Kuriren 15 januari 2011 - Det var en gång ...
2. ↑  Famous Minnesota Winter Storms (Listed Chronologically) Arkiverad 7 januari 2009 hämtat från the Wayback Machine.
3. ↑  SMHI
4. ↑  Vejrekstremer i Danmark Arkiverad 19 januari 2013 hämtat från the Wayback Machine. DMI
5. ↑  SMHI
6. ↑  Nerikes Allehanda 4 november 2009 - Historiskt väder